# گیوم گیلون-لتیر
گیوم گیلون-لتیر (انگلیسی: Guillaume Guillon-Lethière; ۱۰ ژانویهٔ ۱۷۶۰ – ۲۲ آوریل ۱۸۳۲) نقاش، و استاد اهل فرانسه بود.
وی همچنین برندهٔ جوایزی همچون لژیون دونور (شوالیه) و جایزه بزرگ رم شده‌است.